# Carrier Identification Plate
Der Carrier Identification Plate (CIP; zu deutsch etwa: Kennungsplatte der Fluggesellschaft) ist eine kleine, meist mit einem schützenden Kunststoff überzogene Platte in Form und Größe einer Kreditkarte. Auf ihm sind – ähnlich wie bei einer Kreditkarte – die internationale Airline-Präfix-Nummer, der Name der Fluggesellschaft und zumeist auch das Logo erhaben eingeprägt.

## Validierung
Im Computerzeitalter werden Flugtickets in der Regel gedruckt oder es wird auf sie gänzlich verzichtet (Etix, ticketloses Fliegen). Für den Fall, dass Flugscheine jedoch von Hand geschrieben werden müssen (manuelle Tickets, sog. NTs – Neutral Tickets), ist deren Gültigmachung (Validierung) nötig. Diese erst macht aus einem neutralen Blanko-Flugschein ein für die jeweilige Fluggesellschaft ausgestelltes Flugticket.
Die Validierung erfolgt mittels CIP, der in eine Validiermaschine (Validator, branchenintern auch Vali) eingelegt wird; die Maschine ähnelt dabei auch den jenen Maschinen die für Kreditkarten verwendet werden. Per Links-Rechts-Bewegung und nach einem typischen Geräusch ist die Prägung des CIP auf alle diejenigen Seiten des manuellen Tickets, welche rückseitig selbstfärbend sind, durchgedruckt. Im Validator befindet sich zudem eine fest montierte Platte, die den Namen und die IATA-Nummer des jeweiligen Benutzers des Validier-Gerätes enthält. Auch diese Daten werden beim Validieren auf die Ticketseiten übertragen.
Auf Grund des Geräusches nennt man dieses Gerät branchensprachlich auch „Ratsche“.

## Auflagen
Der Validator und die entsprechenden CIPs werden auch benutzt, um andere Dokumente für die jeweilige Airline gültig zu machen. Ein CIP bleibt Eigentum der jeweiligen Airline und dessen Verwendung und Verwahrung ist streng reglementiert. Zugang zu CIPs hat nur eine vollwertige IATA -Agentur. Da ein CIP auch zur Validierung gestohlener (und noch nicht gesperrter) manueller Flugtickets benutzt werden könnte, die dann unter Ausnutzung brancheninterner Kenntnisse zur Bargeld-Erstattung bei einer Airline eingereicht würden, besteht die Gefahr missbräuchlicher bzw. betrügerischer Nutzung. Deshalb unterliegen CIPs und Validier-Geräte bzw. deren Aufbewahrung strengen Auflagen.